# Olympische Sommerspiele 1984/Teilnehmer (Westsamoa)
| Gelbes Symbol für Goldmedaillen mit stilisierten Olympischen Ringen | Graues Symbol für Silbermedaillen mit stilisierten Olympischen Ringen | Braundes Symbol für Bronzemedaillen mit stilisierten Olympischen Ringen |
| ------------------------------------------------------------------- | --------------------------------------------------------------------- | ----------------------------------------------------------------------- |
| —                                                                   | —                                                                     | —                                                                       |

Westsamoa nahm an den Olympischen Sommerspielen 1984 in Los Angeles, USA, mit einer Delegation von acht Sportlern (allesamt Männer) teil. Es war die erste Teilnahme an Olympischen Spielen für Westsamoa, das heutige Samoa, überhaupt.

## Teilnehmer nach Sportarten

### Boxen
- Apelu Ioane
Halbweltergewicht: 17. Platz

- Salulolo Aumua
Halbmittelgewicht: 17. Platz

- Paulo Tuvale
Mittelgewicht: 9. Platz

- Loi Faaeteete
Schwergewicht: 9. Platz

### Gewichtheben
- Emila Huch
Mittelschwergewicht: 22. Platz

- Sione Sialaoa
I. Schwergewicht: 11. Platz

### Leichtathletik
- William Fong
110 Meter Hürden: Vorläufe

- Henry Smith
Kugelstoßen: 19. Platz in der Qualifikation
Diskuswerfen: 17. Platz in der Qualifikation